# Transitorisk cerebral iskæmi
Transitorisk cerebral iskæmi (forkortet TCI; transitorisk - forbigående, cerebral - i hjernen, iskæmi - nedsat blodgennemstrømning) er en medicinsk betegnelse for pludseligt opstået forbigående neurologiske udfald forårsaget af en midlertidig forstyrrelse af blodforsyningen til et område af centralnervesystemet. Symptomerne er forbigående fordi blodforsyningen genoprettes for hurtigt til, at nervecellerne i området dør . 
Et TCI giver samme symptomer som en blodprop i hjernen, såsom halvsidig lammelse, ansigtslammelse og taleproblemer. Forskellen er at de neurologiske symptomer forsvinder inden for 24 timer; Hos de fleste patienter vil symptomerne var mindre end en time og til tider kun 5-10 minutter. Et TCI, der rammer øjets nethinde kaldes amaurosis fugax. 
| Et TCI øger risikoen for senere, at få en blodprop i hjernen, hvor symptomerne er vedvarende. Det er derfor vigtigt, at patienter med TCI søger læge, også selvom symptomerne er forsvundet | Et TCI øger risikoen for senere, at få en blodprop i hjernen, hvor symptomerne er vedvarende. Det er derfor vigtigt, at patienter med TCI søger læge, også selvom symptomerne er forsvundet |
| --- | --- |

## Symptomer
Se også apopleksi
Symptomerne afhænger af hvilken del af hjernen, der rammes. De hyppigst forekommende er: halvsidig lammelse (hemiparese), ansigtslammelse (facialesparese), føleforstyrrelser (paræstesier), taleproblemer (afasi) og snøvlende tale (dysartri). Bevidsthedstab er sjældent. 

## Undersøgelser
Undersøgelserne er de samme som ved en blodprop i hjernen : 
- CT eller MR-skanning af hjernen. Disse vil ofte være normale, men kan udelukke andre årsager til anfaldet.
- Ultralydsundersøgelse af halspulsårene. Kan påvise arteriosklerose eller forsnævring, hvorfra der kan dannes blodpropper.
- Undersøgelse for uregelmæssig hjerterytme, primært atrieflimmer, fx med telemetri eller ekkokardiografi.
- Undersøgelse af risikofaktorer. 
  - Faste-blodsukker eller HbA1C (glukeret hæmoglobin) til udelukkelse af sukkersyge.
  - Blodtryk
  - Blodlipider (Kolesterol og triglycerider)

## Differentialdiagnoser
De vigtigste differentialdiagnoser er migræne med aura, tumor i hjernen og fokale epileptiske anfald .

## Sekundær forebyggelse
Patienter, der har haft TCI har øget risiko for både blodpropper i hjernen (Apopleksi) og i hjertet (AMI). Det er derfor vigtigt, at patienten undersøges grundigt og at der startes passende forebyggende tiltag 

### Medicinsk behandling
Pladehæmmere Der opstartes i de fleste tilfælde behandling med pladehæmmere (fx Magnyl eller Clopidogrel), som hæmmer blodpladernes evne til at klæbe sig fast til hinanden. Derved mindskes risikoen for, at der dannes en blodprop.
Antikoagulantia Medicin som hæmmer blodets evne til at størkne (fx Warfarin) bruges kun til udvalgte patienter, fx hvis patienten har atrieflimmer eller kunst hjerteklap.

### Regulering af risikofaktorer
Arteosklerose kan opstå sekundært til andre sygdomme og tilstande. Der bør derfor føres hyppig kontrol af disse.
Dyslipidæmi (For meget fedt i blodet) Indholdet af kolesterol og triglycerider i blodet bør begrænses. Patienter med for meget fedt i blodet behandles medicinsk (fx Simvastatin)
Diabetes Patienter med diabetes bør havde kontrolleret blodsukker hyppigere hvis de har haft TCI. Medicinregulering kan være relevant.
Hypertension (Forhøjet blodtryk) Øger risikoen for blodpropper og bør derfor behandles medicinsk.

### Livsstilsfaktorer
Rygning Den vigtigste livsstilsfaktor er rygning. Rygeophør anbefales til alle patienter, der har haft eller er i risiko for blodprop.
Kostregulering Det anbefales at patienterne spise efter Sundhedsstyrelsens kostanbefalinger. Der er ikke påvist en selvstændig effekt af vægttab.
Motion Regelmæssig fysisk aktivitet, særligt kredsløbstræning, anbefales.
Reduktion af alkoholindtaget Det anbefales, at patienterne holder sig under Sundhedsstyrelsens anbefalinger (7 genst. for kvinder og 14 genst. for mænd).